# Мілтон (Пенсільванія)
Мілтон (англ. Milton) — місто (англ. borough) в США, в окрузі Нортамберленд штату Пенсільванія. Населення — 6609 осіб (2020).

## Географія
Мілтон розташований за координатами 41°0′33″ пн. ш. 76°51′5″ зх. д. / 41.00917° пн. ш. 76.85139° зх. д. (41.009036, -76.851434).  За даними Бюро перепису населення США в 2010 році місто мало площу 9,66 км², з яких 8,89 км² — суходіл та 0,77 км² — водойми.

## Демографія
Згідно з переписом 2010 року, у селищі мешкали 7042 особи в 2958 домогосподарствах у складі 1841 родини. Густота населення становила 729 осіб/км².  Було 3272 помешкання (339/км²).
Расовий склад населення:
| - 91,1 % — білих - 2,9 % — чорних або афроамериканців - 0,7 % — азіатів - 0,2 % — корінних американців - 2,2 % — осіб інших рас |

До двох чи більше рас належало 2,9 %. Частка іспаномовних становила 6,2 % від усіх жителів.
За віковим діапазоном населення розподілялося таким чином: 22,6 % — особи молодші 18 років, 59,6 % — особи у віці 18—64 років, 17,8 % — особи у віці 65 років та старші. Медіана віку мешканця становила 39,9 року. На 100 осіб жіночої статі у селищі припадало 94,3 чоловіків;  на 100 жінок у віці від 18 років та старших — 92,6 чоловіків також старших 18 років.
Середній дохід на одне домашнє господарство  становив 49 341 долар США (медіана — 38 520), а середній дохід на одну сім'ю — 59 055 доларів (медіана — 54 669). Медіана доходів становила 42 000 доларів для чоловіків та 31 698 доларів для жінок. За межею бідності перебувало 16,9 % осіб, у тому числі 30,1 % дітей у віці до 18 років та 8,7 % осіб у віці 65 років та старших.
Цивільне працевлаштоване населення становило 3277 осіб. Основні галузі зайнятості: освіта, охорона здоров'я та соціальна допомога — 28,3 %, роздрібна торгівля — 19,3 %, виробництво — 12,1 %, транспорт — 7,4 %.